# Kaylin Swart
Pour les articles homonymes, voir Swart.
Kaylin Swart, née le 30 septembre 1994 à Port Elizabeth, est une footballeuse internationale sud-africaine évoluant au poste de gardienne de but au JVW FC.

## Biographie

### En équipe nationale
Kaylin Swart dispute les trois matchs de groupe de la phase finale de la Coupe du monde des moins de 17 ans 2010.
Avec l'équipe d'Afrique du Sud, elle est finaliste de la Coupe d'Afrique des nations 2018. Elle est par ailleurs nommée remplaçante de l'équipe-type de la compétition.
En 2019, elle figure sélectionnée parmi les 23 joueuses sud-africaines retenues pour participer à la Coupe du monde organisée en France.

## Palmarès

### Palmarès en sélection
- Vainqueur de la Coupe d'Afrique des nations 2022 avec l'équipe d'Afrique du Sud
- Finaliste de la Coupe d'Afrique des nations 2018 avec l'équipe d'Afrique du Sud